# نبرد قسطنطنیه (۱۱۴۷)
نبرد قسطنطنیه که در سال ۱۱۴۷ میلادی روی داد، درگیری بزرگی بین صلیبیون آلمانی کنراد سوم و نیروهای امپراتوری بیزانس بود که در حومهٔ شهر قسطنطنیه و در پی جنگ دوم صلیبی روی داد.